# Savalia lucifica
Savalia lucifica (Cutress C.E. & Pequegnat W.E., 1960) è un esacorallo della famiglia Parazoanthidae.

## Distribuzione
Fino ad ora segnalata soltanto nell'oceano Pacifico, lungo la costa californiana, a circa 700 m di profondità.

## Biologia
È una specie molto rara di falso corallo nero che ha la particolarità di illuminarsi se sottoposta ad una sollecitazione fisica di contatto.